# Georg Tassev
Georg Tassev (* 1963 in Kjustendil) ist ein bulgarisch-deutscher Maler und Zeichner.

## Leben
Georg Tassev studierte von 1984 bis 1989 an der Staatlichen Akademie der Bildenden Künste in Sofia bei Galilei Simeonov. Seit 1990 lebt und arbeitet Tassev als freischaffender Künstler in Regensburg. Tassev war von 2015 bis 2022 Lehrbeauftragter an der Ostbayerischen Technischen Hochschule (OTH) Regensburg (Fakultät Architektur/Studiengang Industriedesign). Seit 2022 leitet er den Berufsverband Bildender Künstler Niederbayern/Oberpfalz (BBK).

## Stipendien
2006 Woodside und San Francisco (USA), Oberpfälzer Künstlerhaus Schwandorf: Djerassi Resident Artists Program
2010„Trakart“ bei Plovdiv (Bulgarien), Oberpfälzer Künstlerhaus Schwandorf: Artist in Residence

## Ausstellungen (Auswahl)
Seit 1993 regelmäßige Ausstellungsbeteiligungen an der Großen Ostbayerischen Kunstausstellung des BBK-Niederbayern/Oberpfalz und Jahresschau des Kunst- und Gewerbeverein Regensburg e.V.
- 2003 „4xBRDA“, Kunstforum Ostdeutsche Galerie, Regensburg
- 2005 Kunst bei der Regierung der Oberpfalz[2]
- 2008 Finanzamt Regensburg[3]
- 2010 „Fuge in G“, Kunstverein Landshut[4]
- 2012 PARALLEL, Düsseldorf (Kooperation BBK Düsseldorf mit dem BBK Niederbayern/Oberpfalz)[5]
- 2013 „Barbaren“, Projekt des Neuen Kunstvereins Regensburg e.V. gemeinsam mit dem Kunstverein GRAZ e.V., Regensburg[6]
- 2015 „Vom Grund und Abgrund“, Neuer Kunstverein Regensburg[7]
- 2018 „Malerei und Zeichnung“, Stadtgalerie Alte Feuerwache im Stadtmuseum Amberg[8]
- 2023 „Traum und Trauma“, Kunstforum Ostdeutsche Galerie, Regensburg[9]

## Werke in Sammlungen (Auswahl)
- Sammlung Bezirk Oberpfalz[10]
- Finanzamt Regensburg
- Kunstforum Ostdeutsche Galerie Regensburg